# Stettin (schip, 1933)

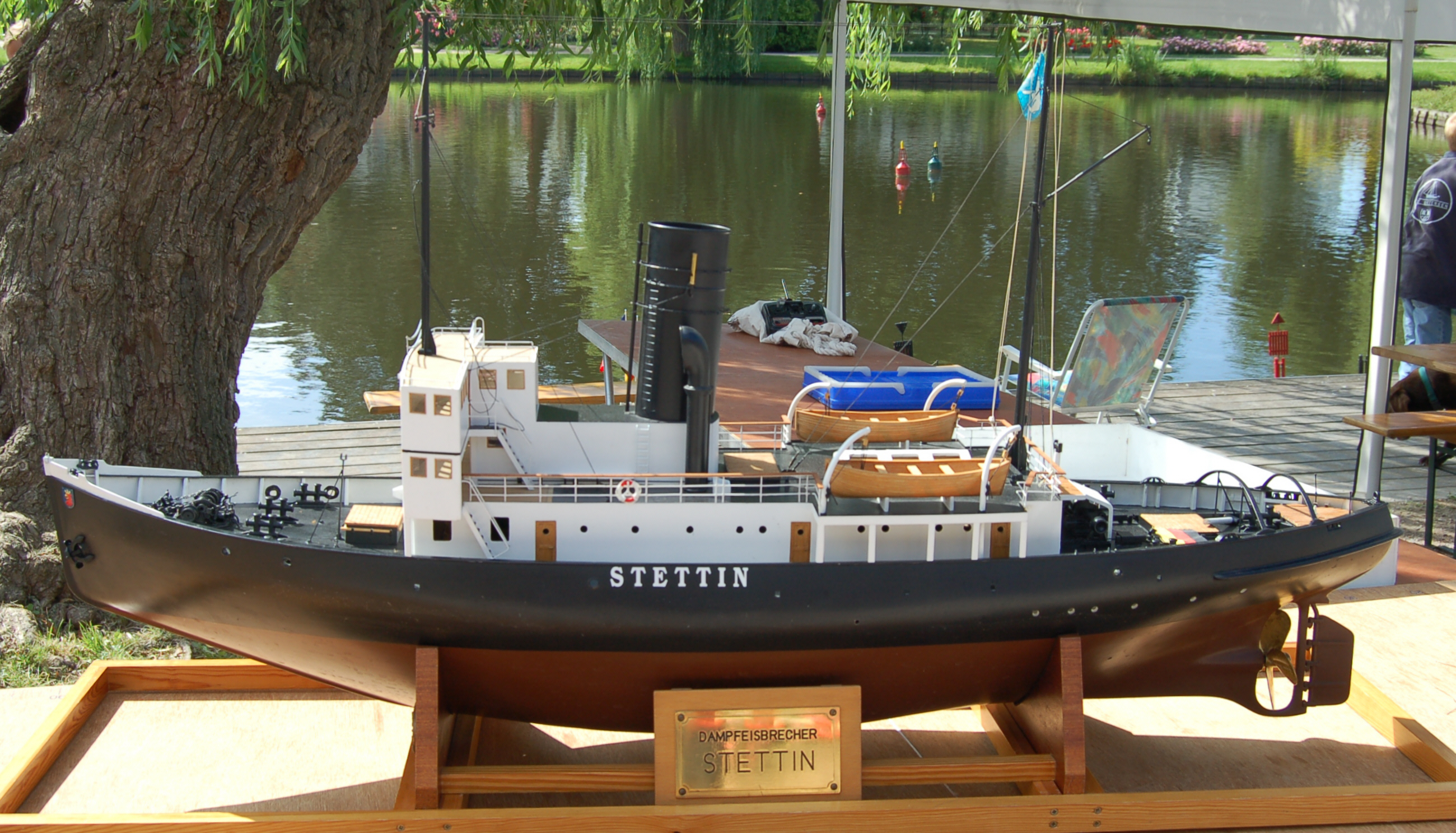
Scheepsmodel SS Stettin met beter zicht op de speciale boeg

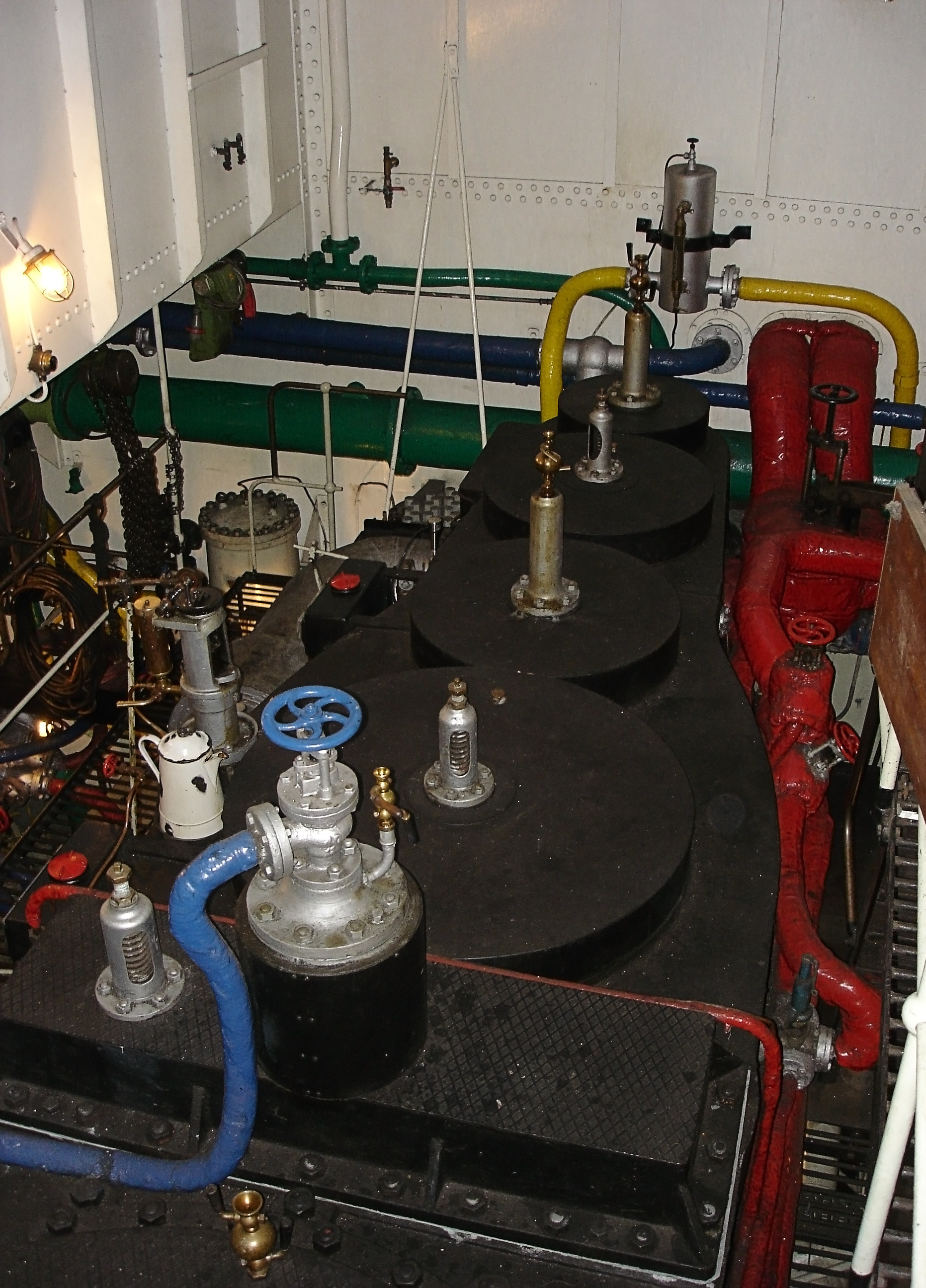
De compound-stoommachine

SS Stettin is een stoomijsbreker gebouwd op de scheepswerf Stettiner Oderwerke in 1933. Ze werd in opdracht van de Kamer van Koophandel van Stettin (tot 1945 Duitsland en sinds 1945 Szczecin, Polen). Met de ijsbreker werd de vaarweg tussen de haven van Stettin en de Oostzee vrijgehouden. Na in 1981 uit dienst te zijn gesteld werd ze door een vereniging overgenomen en vaart nu nog als museumboot.

## Beschrijving
De SS Stetin is gemaakt van geklonken staalplaten. Aan de voorzijde zijn de platen extra dik om het ijs te breken. Ze kreeg een nieuw boegontwerp, de zogenaamde Runeberg-boeg. Het ijs werd niet gebroken door het gewicht van het schip, maar door een scherpe snijkant die het ijs brak en naar buiten drukte.
De SS Stettin is voorzien van een compound-stoommachine met drie cilinders en de stoomketels worden met steenkool gestookt. Het grote voordeel is dat in zeer korte tijd de draairichting van de stoommachine kan worden veranderd. Dit was met een dieselmotor minder goed mogelijk. Dit was belangrijk bij het manoeuvreren en het bevrijden van het schip als het in het ijs vast kwam te zitten. Er is een schroefas en de scheepsschroef telt vier bladen met een diameter van 4,2 meter. Met de speciale romp en een machinevermogen van 2200 ipk kon de SS Stettin ijs breken tot een dikte van een halve meter bij een snelheid van 1 tot 2 knopen. De bemanning bestond uit 22 man.

## Inzet
De ijsbreker kwam in bedrijf bij rederij Braeunlich. Van 1933 tot 1945 werd de SS Stettin gebruikt op de Oder tussen Stettin en Swinemünde en op de Oostzee voor de Kriegsmarine. In de nacht van 8 april 1940 nam de SS Stettin deel aan de verovering van Kopenhagen door Duitse troepen in de Deense hoofdstad af te zetten. Vanaf 1945 werd ze gebruikt op de Elbe voor de haven van Hamburg.
In 1981 werd ze uit dienst gesteld en zou ze gesloopt worden. Een vereniging nam het schip over en met geld van sponsors werd ze gered. Haar thuishaven is nu het Museumshafen Oevelgönne in Hamburg. Het schip vaart nog regelmatig op speciale dagen.